# Struuga
Struuga este o arie protejată (arie de protecție specială avifaunistică — SPA) din Estonia întinsă pe o suprafață de 1.327,7 ha, integral pe uscat.

## Localizare
Centrul sitului Struuga este situat la coordonatele 59°01′40″N 27°43′36″E / 59.0279°N 27.7268°E.

## Înființare
Situl Struuga a fost declarat arie de protecție specială avifaunistică în aprilie 2004 pentru a proteja 2 specii de animale.

## Biodiversitate
Situată în ecoregiunea boreală, aria protejată nu include niciun habitat protejat.
La baza desemnării sitului se află mai multe specii protejate de  păsări (2): ciuf de câmp (Asio flammeus), Gallinago media.
Pe lângă speciile protejate, pe teritoriul sitului au mai fost identificate 5 specii de plante, 1 specie de păsări, 1 specie de nevertebrate, 4 specii de pești, 1 specie de reptile.